# Însoțitorul de Muzică Oxford
Însoțitorul de Muzică Oxford  este o carte de referință în muzică din seria Oxford Companions editată de Oxford University Press. Aceasta a fost inițial concepută și scrisă (aproape de unul singur) de către Percy Scholes și publicată în 1938. De atunci, această lucrare a suferit două rescrieri distincte, una de Denis Arnold, în 1983, și cea mai recentă ediție de către Alison Latham în 2002. Este „probabil cea mai de succes carte despre muzică scrisă vreodată.”